# Antonio Gouvêa Mendonça
Antonio Gouvêa Mendonça (1922 - 20 de outubro de 2007) foi um pesquisador, professor e pastor brasileiro.

## Biografia
Antonio Gouvêa Mendonça cresceu na Igreja Presbiteriana Independente do Brasil, denominação onde se tornou pastor. Sua família foi uma das primeiras convertidas ao presbiterianismo no Brasil, no século XIX, e os Gouvêa ajudaram a fundar a terceira Igreja Presbiteriana do Brasil. Ele passou a infância em Arealva, até ir estudar em São Paulo. Foi gerente de seguradora, até os 45 anos, quando se tornou pastor e passou a estudar a história do protestantismo no país.
Graduou-se em Filosofia na Universidade de São Paulo (1957), em Teologia na Faculdade de Teologia da Igreja Presbiteriana Independente (1973) e obteve o doutorado em Sociologia na Universidade de São Paulo (1982).
Mendonça se tornou referência por seus estudos em Sociologia do Protestantismo e História Social, além do seu envolvimento no movimento ecumênico. Foi um dos iniciadores do Programa de Pós-Graduação em Ciências da Religião da Universidade Metodista de São Paulo, no final da década de 1970, onde lecionou por mais de 20 anos. Sua obra mais conhecida, oriunda de sua tese, O celeste porvir: a inserção do Protestantismo no Brasil, teve duas edições esgotadas em português. Também publicou artigos em periódicos especializados, livros e capítulos em obras.
Recebeu o título de "Professor Emérito" da Universidade Metodista de São Paulo em 2002; após isso, foi trabalhar no Programa de Pós-Graduação em Ciências da Religião da Universidade Presbiteriana Mackenzie. Também lecionou em vários seminários.
Prof. Dr. Antonio Gouvêa Mendonça faleceu aos 85 anos, vítima de câncer.

## Publicações
- O celeste porvir: a inserção do Protestantismo no Brasil ISBN 9788531410536, 9788505002163
- Introdução ao Protestantismo no Brasil ISBN 978-8515001194
- A experiência religiosa e a institucionalização da religião[5]
- Leopoldo CERVANTS-ORTIZ. Series de Suenos: La Teologia Ludo-erótico-poética de Rubem Alves.[6]
- O protestantismo no Brasil e suas encruzilhadas[7]
- Ciências da religião: de que mesmo estamos falando?[8]
- Maraschin: Teólogo-Poeta[9]
- República e pluralidade religiosa no Brasil[10]
- Jesus e os Últimos Liberais: Um Estudo Sobre John Mackay, Harry E. Fosdick e Miguel Rizzo (Extrema se tangunt)[11]
- O Protestantismo Latino-americano[12]
- Fenomenologia da Experiência Religiosa[13]
- Gênese e estrutura atual dos protestantismos brasileiros num campo religioso em vias de desordenação[14]